# Vopnafjörður
Vopnafjörður là một thị trấn và khu tự quản ở đông bắc Iceland, trên một bản đảo ở giữa vịnh (fjord) có cùng tên. Kinh tế dựa vào chế biến cá, nông nghiệp, du lịch. Thị xã có diện tích km2, dân số người.